# Floorball Deutschland Pokal 2023/24
Der Floorball Deutschland Pokal 2023/24 war die 17. Austragung des Floorballpokalwettbewerbs der Männer. Das final4 wurde am 11. und 12. Mai 2024 und somit nun nach Abschluss der Bundesligen in der Berliner Max-Schmeling-Halle ausgetragen.
Diese Saison nahmen 77 Mannschaften teil. Als Titelverteidiger ging der UHC Sparkasse Weißenfels in den Wettbewerb. Im Finale konnten sich die Floor Fighters Chemnitz ihren ersten Pokaltitel mit einem 9:8 gegen die ETV Piranhhas Hamburg sichern.

## Teilnehmende Mannschaften
| Bundesliga | 2. Bundesliga | Regionalliga/Verbandsliga/nur Pokal | Regionalliga/Verbandsliga/nur Pokal |
| Bundesliga | Gruppe Nord | | |
| UHC Sparkasse Weißenfels MFBC Leipzig DJK Holzbüttgen Berlin Rockets ETV Piranhhas Hamburg TV Schriesheim VfL Red Hocks Kaufering Floor Fighters Chemnitz SSF Dragons Bonn Red Devils Wernigerode Unihockey Igels Dresden Floorball-Club München | Blau-Weiß 96 Schenefeld Lilienthaler Wölfe PSV 90 Dessau Dümptener Füchse TSG Füchse Quedlinburg BSV Roxel TV Eiche Horn Bremen Hannover Mustangs FBC Havel MTV Mittelnkirchen Gettorf Seahawks ETV Piranhhas Hamburg II | - Schleswig-Holstein Baltic Storms (III) SG TSV Tetenbüll/Hemmingstedt (III) PSV Flensburg (III) SG TSV Bordesholm / TuS Gaarden (III) - Hamburg TSC Wellingsbüttel (III) - Niedersachsen Hannover 96 (III) Lilienthaler Wölfe II (III) TB Uphusen Vikings (III) TV Dinklage (nP) - Bremen ATS Buntentor Knights (III) Sailors Bremerhaven (III) | - Berlin SCS Berlin (III) Berlin Rockets (Laikas) (III) Eisbären Juniors (III) Berliner FK (nP) - Brandenburg SC Potsdam (III) SG TSV Rangsdorf/RSV Mellensee (III) - Sachsen-Anhalt PSV 90 Dessau II (III) Black Lions Landsberg (III) UHC Elster (IV) - Hessen SV Espenau Rangers (III)                                                                                         |
| UHC Sparkasse Weißenfels MFBC Leipzig DJK Holzbüttgen Berlin Rockets ETV Piranhhas Hamburg TV Schriesheim VfL Red Hocks Kaufering Floor Fighters Chemnitz SSF Dragons Bonn Red Devils Wernigerode Unihockey Igels Dresden Floorball-Club München | Gruppe Süd | | |
| UHC Sparkasse Weißenfels MFBC Leipzig DJK Holzbüttgen Berlin Rockets ETV Piranhhas Hamburg TV Schriesheim VfL Red Hocks Kaufering Floor Fighters Chemnitz SSF Dragons Bonn Red Devils Wernigerode Unihockey Igels Dresden Floorball-Club München | SC DHfK Leipzig Tollwut Ebersgöns Frankfurt Falcons USV Halle Saalebiber ESV Ingolstadt Schanzer Ducks TSG Erlensee FC Rennsteig Avalanche USV TU Dresden TSV Calw Lions UHC Döbeln 06 Floorball Mainz                   | - Sachsen-Anhalt UHC Sparkasse Weißenfels II (III) - Sachsen Floor Fighters Chemnitz II (III) SC DHfK Leipzig II (III) Unihockey Igels Dresden II (III) MFBC Leipzig/Grimma (III) FBC Phönix Leipzig (IV) Bautzen Bears (nP) MFBC Leipzig Oldboys (nP) - Nordrhein-Westfalen SSF Dragons Bonn U21 (III) ASV Köln (III)                           | - Hessen Floorball Griedel (III) - Rheinland-Pfalz Floorball Mainz II (IV) - Baden-Württemberg TV Schriesheim II (III) PTSV United Lakers Konstanz (III) SG Heidelberg-Mannheim (III) DJK Giants Karlsruhe-Ost (III) Sportvg Feuerbach (III) - Bayern FBC München II (III) VfL Red Hocks Kaufering II (III) SG SV Nordheim/TV Augsburg (III) Teasel Weasels Baienfurt/Lindau (nP) |
| Fett markierte Mannschaften nahmen am Final4 teil | | | |

## Modus
Floorball Deutschland hatte den Modus für die diesjährige Austragung wie folgt beschlossen.:
- bis zur 2. Runde wird es eine regionale Unterteilung in eine Nord- und Südstaffel geben
- Die Mannschaften der 1. FBL steigen zur 3. Runde ein
- Die Teams der 2. FBL starten ab der 1. Runde in den Pokal

## 1. Runde
In der ersten Runde spielten 50 Teams um den Einzug in die 2. Runde. Die zwölf Bundesligisten starteten erst in der 3. Runde und 15 Teams erhielten ein Freilos. Ausgelost wurde am 9. August 2023.
Freilose: PSV 90 Dessau II (III), Sailors Bremerhaven (III), TB Uphusen Vikings (III), TSG Füchse Quedlinburg (II), Hannover Mustangs (II), TSC Wellingsbüttel (III), SG TSV Rangsdorf/RSV Mellensee (III) (Nord),

SC DHfK Leipzig, SG SV Nordheim/TV Augsburg (III), FBC München II (III), ESV Ingolstadt Schanzer Ducks (II), Frankfurt Falcons (II), SSF Dragons Bonn U21 (III), ASV Köln (III), Floorball Griedel (III) (Süd)

### Gruppe Nord
| 9. September 2023 13:00 Uhr |  | Eisbären Juniors (III) | 6:12 (3:3, 3:3, 0:6) Spielbericht | Berlin Rockets (Laikas) (III) | Primo-Levi-Gymnasium, Berlin Zuschauer: 40 |

| 9. September 2023 13:30 Uhr |  | SC Potsdam (III) | 1:13 (1:4, 0:3, 0:6) Spielbericht | ETV Piranhhas Hamburg II (II) | Von-Steuben-Gesamtschule, Potsdam Zuschauer: 40 |

| 1. Oktober 2023 14:30 Uhr |  | Baltic Storms (III) | 12:1 (4:1, 5:0, 3:0) Spielbericht | ATS Buntentor Knights (III) | BZM II, Kiel Zuschauer: 37 |

| 9. September 2023 16:00 Uhr |  | Black Lions Landsberg (III) | 2:8 (1:2, 1:2, 0:4) Spielbericht | Dümptener Füchse (II) | Dreifeld Schulsporthalle, Schkeuditz Zuschauer: 27 |

| 9. September 2023 17:00 Uhr |  | FBC Havel (II) | 14:2 (5:1, 4:1, 5:0) Spielbericht | SV Espenau Rangers (III) | Von-Steuben-Gesamtschule, Potsdam Zuschauer: 45 |

| 10. September 2023 14:00 Uhr |  | Lilienthaler Wölfe II (III) | 15:4 (2:1, 9:1, 4:2) Spielbericht | TV Dinklage (nP) | Sportzentrum Schoofmoor, Lilienthal Zuschauer: 52 |

| 10. September 2023 14:00 Uhr |  | SG TSV Tetenbüll/Hemmingstedt (III) | 4:5 (1:1, 2:1, 1:3) Spielbericht | PSV Flensburg (III) | Sportzentrum Hemmingstedt, Hemmingstedt Zuschauer: 48 |

| 10. September 2023 14:00 Uhr |  | SCS Berlin (III) | 1:12 (0:2, 0:3, 1:7) Spielbericht | Lilienthaler Wölfe (II) | Carl-Friedrich-von-Siemens-Gymnasium, Berlin Zuschauer: 19 |

| 10. September 2023 14:00 Uhr |  | Gettorf Seahawks (II) | 4:5 n. V. (2:2, 1:2, 1:0, 0:1) Spielbericht | TV Eiche Horn Bremen (II) | Schulzentrum Gettorf, Gettorf Zuschauer: 64 |

| 10. September 2023 14:00 Uhr |  | MTV Mittelnkirchen (II) | 7:8 (3:1, 2:3, 2:4) Spielbericht | PSV 90 Dessau (II) | Schulzentrum Lühe, Steinkirchen |

| 10. September 2023 16:00 Uhr |  | Hannover 96 (III) | 12:0 (4:0, 1:0, 7:0) Spielbericht | Berliner FK (III) | Leibnizschule, Hannover Zuschauer: 30 |

| 10. September 2023 16:00 Uhr |  | SG TSV Bordesholm / TuS Gaarden (III) | 1:24 (0:6, 0:7, 1:11) Spielbericht | Blau-Weiß 96 Schenefeld (II) | Sportzentrum am Möhlenkamp, Bordesholm Zuschauer: 25 |

| 10. September 2023 16:00 Uhr |  | UHC Elster (IV) | 12:11 (8:5, 1:4, 3:2) Spielbericht | BSV Roxel (II) | Turnhalle Gymnasium Jessen, Jessen Zuschauer: 90 |

### Gruppe Süd
| 9. September 2023 13:00 Uhr |  | TV Schriesheim II (III) | 1:12 (0:4, 0:2, 1:6) Spielbericht | UHC Döbeln 06 (II) | Mehrzweckhalle Schriesheim, Schriesheim Zuschauer: 25 |

| 9. September 2023 17:30 Uhr |  | DJK Giants Karlsruhe-Ost (III) | 11:2 (3:1, 3:0, 5:1) Spielbericht | Bautzen Bears (nP) | Rheinstrandhalle, Karlsruhe Zuschauer: 11 |

| 9. September 2023 18:00 Uhr |  | VfL Red Hocks Kaufering II (III) | 6:1 (0:0, 4:0, 2:1) Spielbericht | Floorball Mainz (II) | Sportzentrum Kaufering, Kaufering Zuschauer: 107 |

| 9. September 2023 18:00 Uhr |  | FC Rennsteig Avalanche (II) | 0:13 (0:3, 0:4, 0:6) Spielbericht | USV Halle Saalebiber (II) | Guts-Muths Turnhalle, Neuhaus am Rennweg Zuschauer: 50 |

| 9. September 2023 18:00 Uhr |  | SC DHfK Leipzig II (III) | 4:7 (1:1, 2:3, 1:3) Spielbericht | MFBC Leipzig/Grimma (III) | Sporthalle am Rabet, Leipzig Zuschauer: 70 |

| 10. September 2023 13:00 Uhr |  | MFBC Leipzig Oldboys (nP) | 4:10 (0:2, 2:4, 2:4) Spielbericht | TSG Erlensee (II) | Sporthalle Goetheschule, Leipzig Zuschauer: 10 |

| 10. September 2023 14:00 Uhr |  | UHC Sparkasse Weißenfels II (III) | 5:0 Forfait Spielbericht | Sportvg Feuerbach (III) | Stadthalle Weißenfels, Weißenfels |

| 10. September 2023 14:00 Uhr |  | Unihockey Igels Dresden II (III) | 11:3 (4:0, 5:1, 2:2) Spielbericht | Floorball Mainz II (IV) | 121. Oberschule, Dresden Zuschauer: 25 |

| 10. September 2023 14:30 Uhr |  | PTSV United Lakers Konstanz (III) | 8:5 (1:2, 4:2, 3:1) Spielbericht | SG Heidelberg-Mannheim (III) | Pestalozzi – Halle, Konstanz Zuschauer: 33 |

| 10. September 2023 15:00 Uhr |  | FBC Phönix Leipzig (IV) | 1:9 (0:1, 1:4, 0:4) Spielbericht | USV TU Dresden (II) | 68. Mittelschule, Leipzig Zuschauer: 20 |

| 10. September 2023 16:00 Uhr |  | Floor Fighters Chemnitz II (III) | 5:6 n. V. (0:2, 1:3, 4:0, 0:1) Spielbericht | Tollwut Ebersgöns (II) | Jahnbaude, Chemnitz Zuschauer: 45 |

| 16. September 2023 16:00 Uhr |  | TSV Calw Lions (II) | 25:0 (7:0, 11:0, 7:0) Spielbericht | Teasel Weasels Baienfurt/Lindau (nP) | Walter-Lindner-Sporthalle, Calw |

## 2. Runde
In der zweiten Runde spielten die 25 Sieger und 15 Freilose aus der 1. Runde um den Einzug in die 3. Runde. Die zwölf Bundesligisten starteten erst in der 3. Runde. Ausgelost wurde am 12. September 2023.

### Gruppe Nord
| 7. Oktober 2023 15:00 Uhr |  | Baltic Storms (III) | 4:10 (2:2, 1:3, 1:5) Spielbericht | Dümptener Füchse (II) | Tallinhalle, Kiel Zuschauer: 53 |

| 7. Oktober 2023 13:00 Uhr |  | Sailors Bremerhaven (III) | 3:23 (0:6, 0:9, 3:8) Spielbericht | TSG Füchse Quedlinburg (II) | Halle Bogenstraße, Bremerhaven |

| 7. Oktober 2023 14:00 Uhr |  | SG TSV Rangsdorf/RSV Mellensee (III) | 0:17 (0:6, 0:3, 0:8) Spielbericht | PSV 90 Dessau (II) | Mehrzweckhalle Mellensee, Am Mellensee Zuschauer: 60 |

| 8. Oktober 2023 16:00 Uhr |  | UHC Elster (IV) | 12:14 (4:4, 5:7, 3:3) Spielbericht | TSC Wellingsbüttel (III) | Turnhalle Gymnasium Jessen, Jessen Zuschauer: 90 |

| 14. Oktober 2023 14:00 Uhr |  | PSV Flensburg (III) | 3:19 (1:7, 0:2, 2:10) Spielbericht | Blau-Weiß 96 Schenefeld (II) | Sporthalle der Handelslehranstalt, Flensburg Zuschauer: 37 |

| 14. Oktober 2023 15:00 Uhr |  | Lilienthaler Wölfe II (III) | 10:3 (3:1, 4:1, 3:1) Spielbericht | FBC Havel (II) | Sportzentrum Schoofmoor, Lilienthal Zuschauer: 107 |

| 14. Oktober 2023 18:00 Uhr |  | Lilienthaler Wölfe (II) | 14:1 (5:0, 6:0, 3:1) Spielbericht | TV Eiche Horn Bremen (II) | Sportzentrum Schoofmoor, Lilienthal Zuschauer: 131 |

| 15. Oktober 2023 13:00 Uhr |  | Berlin Rockets (Laikas) (III) | 7:4 (2:1, 3:1, 2:2) Spielbericht | TB Uphusen Vikings (III) | Havelland-Grundschule, Berlin Zuschauer: 33 |

| 15. Oktober 2023 15:00 Uhr |  | Hannover 96 (III) | 5:6 (1:5, 3:0, 1:1) Spielbericht | ETV Piranhhas Hamburg II (II) | Leibnizschule, Hannover Zuschauer: 60 |

| 15. Oktober 2023 16:00 Uhr |  | PSV 90 Dessau II (III) | 5:27 (1:11, 2:7, 2:9) Spielbericht | Hannover Mustangs (II) | Sporthalle Kochstedt, Dessau-Roßlau Zuschauer: 65 |

### Gruppe Süd
| 7. Oktober 2023 12:00 Uhr |  | SSF Dragons Bonn U21 (III) | 1:8 (0:1, 1:1, 0:6) Spielbericht | ESV Ingolstadt Schanzer Ducks (II) | Sportpark Nord, Bonn Zuschauer: 49 |

| 7. Oktober 2023 18:00 Uhr |  | SG SV Nordheim/TV Augsburg (III) | 6:1 (3:0, 0:1, 3:0) Spielbericht | FBC München II (III) | Neudegger Halle, Donauwörth Zuschauer: 100 |

| 8. Oktober 2023 13:30 Uhr |  | ASV Köln (III) | 5:2 (2:0, 2:0, 1:2) Spielbericht | DJK Giants Karlsruhe-Ost (III) | ASV-Halle, Köln Zuschauer: 50 |

| 8. Oktober 2023 14:00 Uhr |  | Unihockey Igels Dresden II (III) | 5:4 (3:2, 1:2, 1:0) Spielbericht | Frankfurt Falcons (II) | 121. Oberschule, Dresden Zuschauer: 20 |

| 8. Oktober 2023 14:00 Uhr |  | PTSV United Lakers Konstanz (III) | 7:9 (1:2, 2:1, 4:6) Spielbericht | USV Halle Saalebiber (II) | Geschwister-Scholl-Schule, Konstanz Zuschauer: 25 |

| 8. Oktober 2023 16:00 Uhr |  | Tollwut Ebersgöns (II) | 7:10 (0:5, 3:3, 4:2) Spielbericht | SC DHfK Leipzig (II) | Mehrzweckhalle Kirch-/Pohl-Göns, Pohl-Göns Zuschauer: 85 |

| 8. Oktober 2023 16:00 Uhr |  | MFBC Leipzig/Grimma (III) | 12:2 (5:0, 3:0, 4:2) Spielbericht | Floorball Griedel (III) | Sporthalle Goetheschule, Leipzig |

| 14. Oktober 2023 15:00 Uhr |  | UHC Sparkasse Weißenfels II (III) | 3:2 n. V. (0:1, 1:1, 1:0, 1:0) Spielbericht | UHC Döbeln 06 (II) | Sporthalle West, Weißenfels Zuschauer: 94 |

| 15. Oktober 2023 15:00 Uhr |  | VfL Red Hocks Kaufering II (III) | 7:4 (3:1, 1:3, 3:0) Spielbericht | TSV Calw Lions (II) | Sportzentrum Kaufering, Kaufering Zuschauer: 150 |

| 15. Oktober 2023 16:00 Uhr |  | USV TU Dresden (II) | 9:7 (3:4, 3:1, 3:2) Spielbericht | TSG Erlensee (II) | JOYNEXT Arena, Dresden Zuschauer: 28 |

## 3. Runde
Ab dieser Runde stießen die Teams aus der 1. Bundesliga hinzu und es gab keine Einteilung mehr in Nord und Süd. Die Auslosung erfolgte am 17. Oktober 2023 und wieder via Livestream gezeigt.
| 17. November 2023 19:30 Uhr |  | DJK Holzbüttgen (I) | 11:0 (4:0, 3:0, 4:0) Spielbericht | Dümptener Füchse (II) | Stadtparkhalle Kaarst, Kaarst |

| 17. November 2023 19:45 Uhr |  | ETV Piranhhas Hamburg II (II) | 1:8 (0:2, 1:3, 0:3) Spielbericht | ETV Piranhhas (I) | Sporthalle Hoheluft, Hamburg Zuschauer: 130 |

| 18. November 2023 13:00 Uhr |  | UHC Sparkasse Weißenfels II (III) | 4:3 (1:2, 2:1, 1:0) Spielbericht | SG SV Nordheim/TV Augsburg (III) | Sporthalle West, Weißenfels |

| 18. November 2023 14:00 Uhr |  | Berlin Rockets (Laikas) (III) | 2:7 (0:2, 2:3, 0:2) Spielbericht | TSG Füchse Quedlinburg (II) | Sporthalle Monumentenstraße, Berlin Zuschauer: 30 |

| 18. November 2023 16:00 Uhr |  | Unihockey Igels Dresden II (III) | 2:32 (0:10, 1:8, 1:14) Spielbericht | Red Devils Wernigerode (I) | 145. Oberschule, Dresden Zuschauer: 50 |

| 18. November 2023 16:00 Uhr |  | Lilienthaler Wölfe II (III) | 6:3 (4:1, 1:0, 1:2) Spielbericht | ESV Ingolstadt Schanzer Ducks (III) | Sportzentrum Schoofmoor, Lilienthal Zuschauer: 83 |

| 18. November 2023 18:00 Uhr |  | UHC Sparkasse Weißenfels (I) | 6:5 n. V. (1:2, 4:2, 0:1, 1:0) Spielbericht | SSF Dragons Bonn (I) | Sporthalle West, Weißenfels Zuschauer: 183 |

| 18. November 2023 18:00 Uhr |  | VfL Red Hocks Kaufering (I) | 6:7 n. V. (1:1, 0:3, 5:2, 0:1) Spielbericht | Floorball-Club München (I) | Sportzentrum Kaufering, Kaufering Zuschauer: 326 |

| 18. November 2023 18:00 Uhr |  | SC DHfK Leipzig (II) | 7:6 (2:3, 4:2, 1:1) Spielbericht | Blau-Weiß 96 Schenefeld (II) | Sporthalle am Rabet, Leipzig Zuschauer: 53 |

| 18. November 2023 19:00 Uhr |  | Lilienthaler Wölfe (II) | 3:11 (1:3, 1:0, 1:8) Spielbericht | Unihockey Igels Dresden (I) | Sportzentrum Schoofmoor, Lilienthal Zuschauer: 172 |

| 19. November 2023 13:00 Uhr |  | ASV Köln (III) | 13:5 (6:1, 3:1, 4:3) Spielbericht | Hannover Mustangs (II) | ASV-Halle, Köln Zuschauer: 45 |

| 19. November 2023 15:00 Uhr |  | VfL Red Hocks Kaufering II (III) | 8:3 (3:1, 1:0, 4:2) Spielbericht | USV TU Dresden (II) | Sportzentrum Kaufering, Kaufering Zuschauer: 200 |

| 19. November 2023 15:00 Uhr |  | TSC Wellingsbüttel (III) | 2:20 (1:5, 1:8, 0:7) Spielbericht | TV Schriesheim (I) | Halle am Pfeilshof, Hamburg Zuschauer: 50 |

| 19. November 2023 16:00 Uhr |  | Floor Fighters Chemnitz (I) | 8:3 (2:2, 5:1, 1:0) Spielbericht | PSV 90 Dessau (II) | Schlossteichhalle, Chemnitz |

| 19. November 2023 16:00 Uhr |  | Berlin Rockets (I) | 3:6 (1:3, 0:0, 2:3) Spielbericht | MFBC Leipzig (I) | Havelland-Grundschule, Berlin Zuschauer: 78 |

| 19. November 2023 16:00 Uhr |  | MFBC Leipzig/Grimma (III) | 8:11 (2:2, 3:4, 3:5) Spielbericht | USV Halle Saalebiber (II) | Sporthalle am Rabet, Leipzig Zuschauer: 98 |

## Achtelfinale
Am 5. Dezember 2023 fand die Auslosung im Anschluss des Weltmeisterschaft-Spiels Singapur gegen Deutschland statt. Sie wurde auf dem YouTube-Kanal von Spontent übertragen.
| 20. Januar 2024 15:00 Uhr |  | UHC Sparkasse Weißenfels II (III) | 3:13 (1:2,1:6,1:5) Spielbericht | Red Devils Wernigerode (I) | Stadthalle Weißenfels, Weißenfels Zuschauer: 108 |

| 20. Januar 2024 16:00 Uhr |  | Lilienthaler Wölfe II (III) | 1:11 (0:1,1:7,0:3) Spielbericht | Floorball-Club München (I) | Sportzentrum Schoofmoor, Lilienthal Zuschauer: 135 |

| 20. Januar 2024 16:00 Uhr |  | Unihockey Igels Dresden (I) | 6:5 n. V. (2:1,2:1,1:3,1:0) Spielbericht | USV Halle Saalebiber (II) | Turnhalle Oberschule Weißig, Dresden |

| 20. Januar 2024 18:00 Uhr |  | DJK Holzbüttgen (I) | 4:5 n. V. (0:0,3:1,1:3,0:1) Spielbericht | TV Schriesheim (I) | Stadtparkhalle Kaarst, Kaarst Zuschauer: 203 |

| 20. Januar 2024 18:00 Uhr |  | ETV Piranhhas (I) | 5:3 (0:1,3:0,2:2) Spielbericht | UHC Sparkasse Weißenfels (I) | Sporthalle Hoheluft, Hamburg Zuschauer: 312 |

| 20. Januar 2024 18:00 Uhr |  | VfL Red Hocks Kaufering II (III) | 3:4 n. V. (0:2,1:0,2:1,0:1) Spielbericht | TSG Füchse Quedlinburg (II) | Sportzentrum Kaufering, Kaufering Zuschauer: 120 |

| 21. Januar 2024 13:30 Uhr |  | ASV Köln (III) | 3:13 (0:3,1:5,2:5) Spielbericht | Floor Fighters Chemnitz (I) | ASV-Halle, Köln Zuschauer: 185 |

| 21. Januar 2024 16:00 Uhr |  | MFBC Leipzig (I) | 11:3 (2:0,5:2,4:1) Spielbericht | SC DHfK Leipzig (II) | Sporthalle am Rabet, Leipzig Zuschauer: 199 |

## Viertelfinale
| 24. Februar 2024 18:00 Uhr |  | ETV Piranhhas Hamburg (I) | 7:4 (1:1,3:1,3:2) Spielbericht | Unihockey Igels Dresden (I) | Sporthalle Hoheluft, Hamburg Zuschauer: 342 |

| 24. Februar 2024 18:00 Uhr |  | TV Schriesheim (I) | 11:5 (4:1,3:2:4:2) Spielbericht | TSG Füchse Quedlinburg (II) | Mehrzweckhalle Schriesheim, Schriesheim |

| 25. Februar 2024 16:00 Uhr |  | Floor Fighters Chemnitz (I) | 9:4 (3:1,2:0,4:3) Spielbericht | Floorball-Club München (I) | Schlossteichhalle, Chemnitz Zuschauer: 316 |

| 25. Februar 2024 16:00 Uhr |  | MFBC Leipzig (I) | 13:4 (6:1,4:1,3:2) Spielbericht | Red Devils Wernigerode (I) | Sporthalle am Rabet, Leipzig Zuschauer: 198 |

## Final 4
Das Final4 wurde in der Max-Schmeling-Halle, Berlin ausgetragen.

### Halbfinale
| 11. Mai 2024 16:00 Uhr |  | Floor Fighters Chemnitz (I) | 9:8 n. V. (3:0,4:3,1:5,1:0) Spielbericht | MFBC Leipzig (I) | Max-Schmeling-Halle, Berlin Zuschauer: 1838 |

| 11. Mai 2024 19:00 Uhr |  | TV Schriesheim (I) | 3:6 (2:1,1:3,0:2) Spielbericht | ETV Piranhhas Hamburg (I) | Max-Schmeling-Halle, Berlin Zuschauer: 1473 |

### Finale
| 12. Mai 2024 15:30 Uhr |  | Floor Fighters Chemnitz (I) Valentin Müller, Magnus-Ernst Scholz, Hannes Langenstraß, Niklas Fechtig, Olli Vikman, Maximilian Schröder, Väinö-Oskari Paavilainen | 9:8 (0:2,2:1,7:5) Spielbericht | ETV Piranhhas Hamburg (I) Luca Vogel, Jan Niklas Buckermann, Marcel Westermann, Philipp Wilbrand, Jakob Bohls, Paul Dall | Max-Schmeling-Halle, Berlin Zuschauer: 2117 |